# Emathis coprea
Emathis coprea là một loài nhện trong họ Salticidae.
Loài này thuộc chi Emathis. Emathis coprea được Tord Tamerlan Teodor Thorell miêu tả năm 1890.